# مارتن لويس (لاعب كريكت)
مارتن لويس (29 سبتمبر 1969 في المملكة المتحدة - )  (بالإنجليزية: Martin Lewis)‏ هو لاعب كريكت بريطاني. لعب مع Cumbria County Cricket Club ‏.

## وصلات خارجية
- مارتن لويس على موقع إي آس بي آن كريك إنفو (الإنجليزية)